# Milă geografică
Mila geografică este o unitate de măsură determinată de 1 minut de arc de-a lungul Ecuatorului. Potrivit International Spheroid 1924, aceasta era egală cu 1855,4 metri. Orice precizie mai mare depinde mai mult de alegerea standardului decât de măsurarea mai atentă: lungimea Ecuatorului în Sistemul Geodezic Mondial WGS-84 este de 40 075 016.6856 m, ceea ce înseamnă o lungime de 1855.3248 m, în timp ce standardul IAU-2000 al Uniunii Astronomice Internaționale indică lungimea Ecuatorului la 40075035.5351 m, mila geografică fiind de 1855.3257 m, cu aproape un milimetru mai mult. În orice standard, lungimea unui anumit grad de longitudine la ecuator este, deci, de exact 60 mile geografice.

## Unități înrudite
A fost strâns legată de mila marină, care a fost determinată inițial ca un minut de arc de-a lungul unui cerc mare al Pământului,, dar este definită în zilele noastre drept exact 1852 de metri. Institutul Național de Standarde și Tehnologie (NIST) din SUA observă că: „Mila marină internațională de 1 852 de metri (6 076 11 5 49 ... m) a fost adoptată de la 1 iulie 1954 pentru a fi utilizată în Statele Unite. Valoarea utilizată anterior în Statele Unite a fost de 6 080,20 metri = 1 milă marină.” O referință separată identifică de asemenea mila geografică ca fiind identică cu aceste mile marine internaționale (și puțin mai scurtă decât milele marine britanice, identificate ca fiind echivalente cu 1853.184 metri). Unitatea nu este utilizată prea mult, ci este menționată în unele legi ale Statelor Unite (de exemplu, secțiunea 1301(a) din Actul privind imobilele subterane, care definește granițele statale maritime în termeni de mile geografice).

Milele geografice daneze și germane (geografisk mil și geographische Meile sau geographische Landmeile) măsoară 4 minute de arc și au fost definite de astronomul danez Ole Rømer ca având aproximativ 7421.5 m. În Norvegia și Suedia, această milă geografică de 4 minute de arc a fost folosită în principal pe mare (sjømil), până la începutul secolului XX.